# Carybdeidae
Carybdeidae es una pequeña familia de medusas de caja venenosas de la clase Cubozoa. 

## Géneros y especies
De acuerdo con el Registro Mundial de Especies Marinas, sólo existe un género en esta familia.
Carybdea Péron & Lesueur, 1810
- Carybdea arborifera Maas, 1897
- Carybdea branchi Gershwin & Gibbons, 2009
- Carybdea brevipedalia Kishinouyea, 1891
- Carybdea marsupialis (Linnaeus, 1758)
- Carybdea morandinii Straehler-Pohl & Jarms 2011
- Carybdea murrayana Haeckel, 1880
- Carybdea rastonii Haacke, 1886
- Carybdea xaymacana Conant, 1897

### Reclasificación
En agosto de 2013, los siguientes géneros previamente clasificados en esta familia han sido reasignados a la familia Carukiidae:
- Carukia Southcott, 1967
- Gerongia Gershwin & Alderslade, 2005

mientras que el siguiente género se ha reasignado a la familia Alatinidae:
- Manokia
- Tripedalia Conant, 1897 es ahora miembro de la familia Tripedaliidae[5]